# Рудолф фон Алт
Рудолф Ритер фон Алт (на немски: Rudolf Ritter von Alt) е австрийски художник, основно изобразявал в картините си пейзажи и градска архитектура. Смятан е за вероятно най-продуктивния и завършен акварелист в германоезична Европа през 19 век.

## Биография
Роден е на 28 август 1812 година във Виена под името Рудолф Алт. Титлите „фон“ и „ритер“ (рицар) получава, когато е удостоен с благороднически сан през 1889 година.
Син е на литографа Якоб Алт (1789 – 1871) и брат на художника Франц Алт (1821 – 1914). От шестгодишна възраст Рудолф придружава баща си на неговите пътешествия и заедно с другите деца в семейството помага за оцветяването на рисунките на баща си, който бил също пейзажист и акварелист и един от първите литографи.
От 1825 до 1832 година Алт учи във виенската Академия за изящни изкуства, но продължавал да придружава баща си в пътуванията му и да помага в ателието му. Пътуванията през Австрийските Алпи – Залцбург, Бавария и Тирол, както и Северна Италия – пробуждат у него любов към пейзажа и той започва да рисува акварели с пейзажи в много детайлен и реалистичен стил. Особено Венеция оставя у художника трайни впечатления. Алт демонстрира забележителен талант за изобразяване на определени особености в природата. Способен бил да рисува природни гледки с автентичност, произтичаща от фокусирането му върху различни нюанси на небето, въздуха, растителността.
През 1832 година той печели награда, която едновременно го освобождава от военна служба и отбелязва началото на неговата самостоятелна артистична кариера. През същата година той създава и първата си картина с маслени бои – на катедралата Свети Стефан, сграда, която той нееднократно рисува впоследствие чак до 1898 година. 
През 1833 година, вдъхновен от посещение във Венеция и околните градове, той създава и серия картини на градска архитектура. Пътуванията донасят на баща и син поръчка от ерцхерцог и впоследствие император Фердинанд за серия пейзажи и изгледи на старата част на Виена, която била завършена през 1844 година.
Официалните поръчки на Алт му донасят разнообразни титли и награди. Успехите му позволяват да приема или отказва поръчки по избор. Например, създава за Виенската академия серия от пейзажи, градски изгледи и интериори на здания, но отказва професорски пост в Академията през 1867 г., където вече си е спечелил възторжени почитатели.
В качеството си на един от член-съоснователите на Австрийското артистично общество, фон Алт става председател на обществото през 1874 година и по-късно става почетен председател на Виенския Сецесион.
Пътувайки интензивно до късна възраст преди да почине през 1905 година, фон Алт рисува постоянно и натрупва над 5000 творби, повечето от акварели на пейзажи в топографски точни пропорции.
С напредването на възрастта, здравето на фон Алт постепенно започва да се влошава и ръката му все по-трудно държи четката устойчиво. Това се проявява в творбите му, които се възприемат от изкуствоведите като по-близки до импресионизма. В отговор на трепереното на ръката си, фон Алт започва да избира по-свободен стил на рисуване и монументални формати, което се вижда в пейзажите му от Гащайн и Гозейрн, където прекарва летата си от 1886 година насетне. Особено вълнуваща е последната му картина, която изобразява ателието на художника. Картината е нарисувана с едри мазки в пълен контраст със стила, който го прави известен и разпознаваем. В средата на платното художникът оставя бяло петно, където е смятал да постави своя фигура, но картината остава недовършена.
Повечето от картините на фон Алт са притежание на различни виенски музеи. Мюнхенската Пинакотека на модерното изкуство притежава колекция акварели, скици, писма.
- „Катедралата на Свети Стефан“ (1832). Собственост: Австрийска галерия „Белведере“
- „Вътрешният двор на Двореца на дожите във Венеция“ (1867)
- „Леярната на Шкодагасе във Виена“ (1903)